# Béla Jankovich (Politiker)

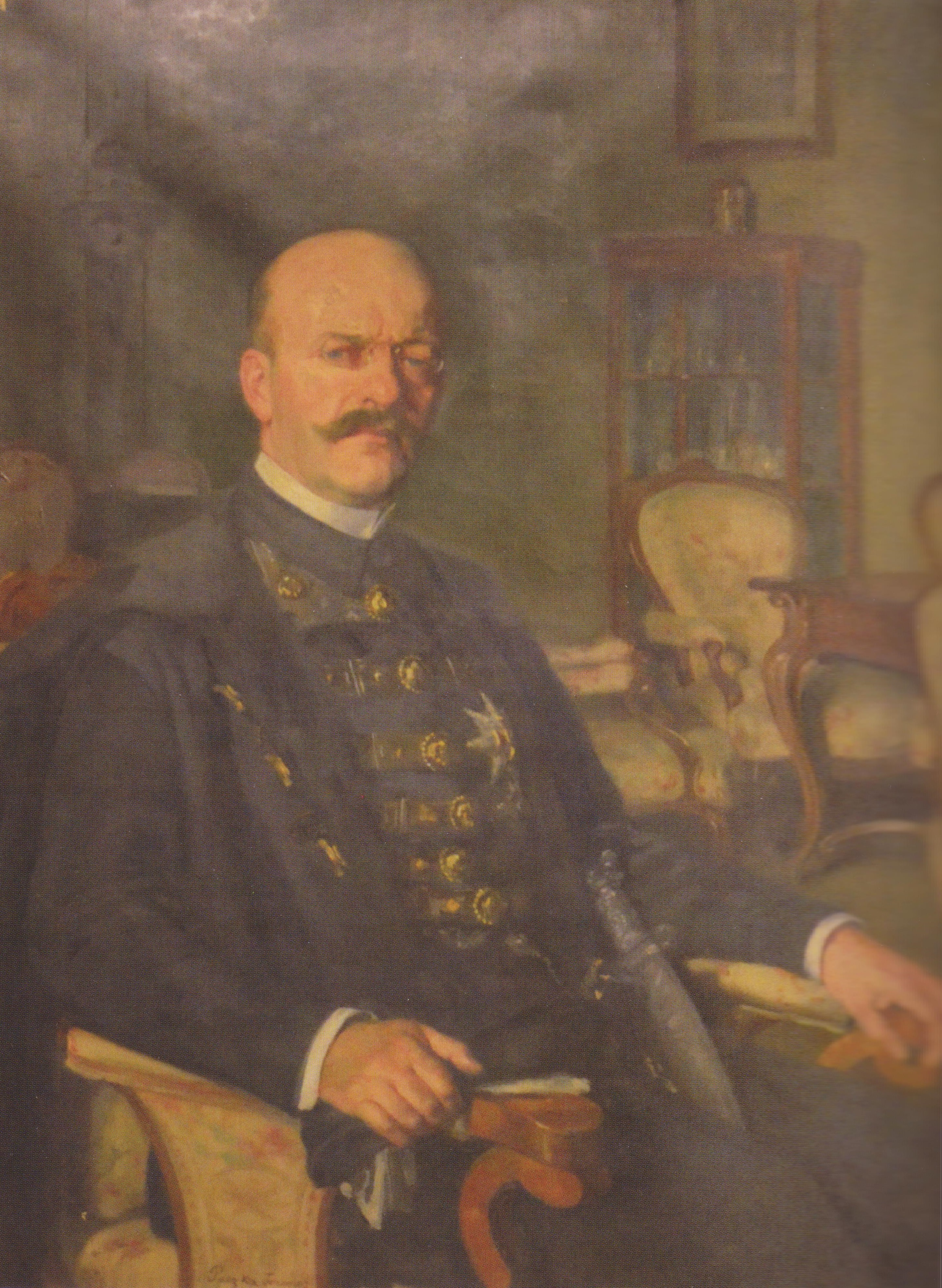
Béla Jankovich

Béla Jankovich von Jeszenicze und Vadas (* 29. April 1865 in Pest; † 5. August 1939 in Budapest) war ein ungarischer Politiker und Minister.

## Leben
Nach Besuch des Wiener Theresianums studierte Jankovich Jura in Budapest und promovierte. Währenddessen studierte er Naturwissenschaft in Budapest, London und Freiburg und unternahm Reisen nach Mittel- und Westeuropa, sowie Nordamerika, Ostasien und Indien. 1901 wurde er Privatdozent für Wirtschaftswissenschaft an der Budapester Universität. Als Mitglied der Nationalen Partei der Arbeit wurde er 1910 für Ipolyság Abgeordneter im ungarischen Reichstag, und im Folgejahr Vizepräsident des Abgeordnetenhauses. Von 1913 bis 1917 war er in den Kabinetten von László Lukács und István Tisza Minister für Kultus und Unterricht. 1918 zog er sich aus der Politik auf sein Gut in Rácalmás zurück, wurde jedoch 1927 Mitglied des Oberhauses (Felsőház) im ungarischen Parlament. Jankovich starb 1939 in Budapest und wurde in Rácalmás beerdigt.
Die bei Bajót im Gerecse-Gebirge gelegene Jankovich-Höhle trägt seinen Namen.